# Όrοs Thryptis kai guro periοchi
Όrοs Thryptis kai guro periοchi este o arie protejată (arie specială de conservare — SAC, sit de importanță comunitară — SCI) din Grecia întinsă pe o suprafață de 8.532,35 ha, integral pe uscat.

## Localizare
Centrul sitului Όrοs Thryptis kai guro periοchi este situat la coordonatele 35°04′51″N 25°52′50″E / 35.080722°N 25.880691°E.

## Înființare
Situl Όrοs Thryptis kai guro periοchi a fost declarat sit de importanță comunitară în august 1996 pentru a proteja 2 specii de plante. Situl a fost protejat și ca arie specială de conservare în martie 2011.

## Biodiversitate
Situată în ecoregiunea mediteraneană, aria protejată conține 15 habitate naturale: Faleze cu vegetație de Limonium spp. endemic de pe coastele mediteraneene, Salicornia și alte specii anuale care populează regiunile mlăștinoase și nisipoase, Pășuni mediteraneene udate de apa mării (Juncetalia maritimi), Tufărișuri halo-nitrofile (Pegano-Salsoletea), Râuri mediteraneene cu debit intermitent, cu specii de Paspalo-Agrostidion, Matorral arborescenți cu Juniperus spp., Sarcopoterium spinosum phryganas, Phrygana endemică cu Euphorbio-Verbascion, Pseudostepă cu ierburi și specii anuale de Thero-Brachypodietea, Grohotișuri est-mediteraneene, Pante stâncoase calcaroase cu vegetație casmofită, Păduri de Platanus orientalis și Liquidambar orientalis (Platanion orientalis), Galerii și tufărișuri riverane sudice (Nerio-Tamaricetea și Securinegion tinctoriae), Păduri de Olea și Ceratonia, Păduri de pin mediteraneene cu pini mezogeni endemici.
La baza desemnării sitului se află mai multe specii protejate de  plante (2): Origanum dictamnus, Zelkova abelicea.
Pe lângă speciile protejate, pe teritoriul sitului au mai fost identificate 41 de specii de plante, 4 specii de mamifere.